# はくちょう座V1339星
はくちょう座V1339星（はくちょうざV1339せい）は、はくちょう座の脈動変光星。

## 概要
比較的明るい半規則型変光星で、肉眼では観測できないものの双眼鏡を使用すれば観測することができる。35日の周期で5.9等と7.1等の間を半規則的に変光するが、殆ど変光がみられないことが多い。事実、変光星総合カタログでこそ変光範囲を5.9等 - 7.1等としているものの、アメリカ変光星観測者協会では変光範囲をより小さい5.9等 - 6.45等としている。脈動に伴いスペクトル型がM3-M6IIIの間を変化する赤色巨星であり、細分類も周期性の悪い赤色巨星の半規則型変光星が登録されるSRB型である。半規則型変光星の中では変光周期が短い星として知られている。

## 導入方法
はくちょう座W星の近くにある。V1339星・W星ともにρ星から導入する。

## 名称
学名はV1339 Cygni（略称：V1339 Cyg）、ボン掃天星表の番号はBD+45°3637、ヘンリー・ドレイパーカタログの番号はHD 206632。